# 尽くしてあげちゃう3 〜わたしのご主人様〜
『尽くしてあげちゃう3 〜わたしのご主人様〜』（つくしてあげちゃう3 わたしのごしゅじんさま）はトラヴュランスから2001年12月7日に発売されたアダルトゲームソフト。
"仔猫ちゃん"もとい"性奴隷"となった女子生徒たちを調教していくアダルトゲームで、全体的に明るい雰囲気の漂うつくりとなっている。

## あらすじ
主人公・高田修一は、所属する野球部が全国大会へ進出できずに落ち込んでいたところ、養護教諭である南由貴に誘惑され、彼女の手引きにより保健室で童貞を卒業するに至った。
ある日、修一は由貴が学校の女子生徒を手籠めにしていることを知ってしまうも、逆に由貴からその少女たちの新たな"ご主人様"になってくれないかと頼まれ、彼女たちの調教を引き受ける。

## 登場人物
高田修一
主人公である元野球部員。
神楽みこ
親友の妹。明るい性格だが、天然ボケ。かつて修一に告白して失敗したことがあり、性奴隷になった後は積極的に尽くすようになった。
飯田かなめ
クラスの委員長兼学生会書記。性的な行為は悪事と考えているため、背徳的な性行為に弱い。
茅場美雪
生徒会の副会長。裕福な家の出だが、両親の離婚による孤独感からきつい性格になっている。
葛西千明
野球部のマネージャーで、修一の同級生。ボーイッシュな性格で自らの性にコンプレックスを抱いていたが、由貴との出会いで女としての悦びに目覚めている。
南由貴
声：白井綾乃
保健室の養護教諭。相談に来る女子生徒を利用して手籠めにし仔猫ちゃんと呼んで可愛がっていたが、同性愛に目覚めてしまう可能性に危機感を覚え、修一に彼女達の調教を任せた。

## 反響
本作は、美少女ゲーム雑誌BugBugの「2001年読者が選ぶ美少女ゲーム年間ランキング」の総合部門において23位に、ゲーム性部門で20位に、サウンド部門で19位に、ヴォイス部門で12位、グラフィック部門で15位に選ばれた。
同誌の2002年4月号に掲載された企画「言いたいホーダイ2001年 編集部㊙座談会」において、編集長であるマスは、本作のような直接的なエロスを前面に押し出した作品がランクインするのも同誌らしいとコメントしている。
このほかにも、ヒント機能をはじめとする遊びやすさについても評価する声が上がった。

## スタッフ
- 原画：志水直隆
- シナリオ：野良ぴょんこ